# لامبروک (آرکانزاس)
لامبروک (به انگلیسی: Lambrook) یک منطقهٔ مسکونی در ایالات متحده آمریکا است که در شهرستان فیلیپس، آرکانزاس واقع شده‌است. لامبروک ۴۹٫۰۷ متر بالاتر از سطح دریا واقع شده‌است.